# Малые Котяки
Ма́лые Котя́ки (чув. Котяк) — деревня в Чебоксарском районе Чувашской Республики. Входит в состав Кшаушского сельского поселения.

## География
Находится в северной части Чувашии на расстоянии приблизительно 14 км на запад-юго-запад по прямой от районного центра поселка Кугеси.

## История
Известна с 1795 года как выселок деревни Котяково (ныне Большие Котяки) с 13 дворами. В 1859 году учтено 17 дворов, 83 жителя, в 1897 — 91 житель, в 1926 — 24 двора, 100 жителей, в 1939—103 жителя, в 1979 — 93. В 2002 году было 28 дворов, в 2010 — 29 домохозяйств. В период коллективизации образован колхоз «Осоавиахим», в 2010 году работало ФГУП "Учебно-опытное хозяйство «Приволжское».

## Население
Постоянное население составляло 75 человек (чуваши 100 %) в 2002 году, 110 в 2010.